# João de Segadas Viana
João de Segadas Viana (Rio de Janeiro, 9 de novembro de 1899 — Rio de Janeiro, 13 de outubro de 1977) foi um militar brasileiro, Ministro da Guerra durante o governo de João Goulart.

## Carreira Militar

### Oficial Subalterno
Em maio de 1918 entrou para a Escola Militar do Realengo, concluindo o curso em segundo lugar na turma, sendo declarado aspirante-a-oficial em janeiro de 1921. Em maio de 1921 foi promovido a segundo-tenente passando a servir no 3º Regimento de Infantaria, na Praia Vermelha, Rio de Janeiro.
Segadas Viana participou dos combates contra os revoltosos do Forte de Copacabana. Cumprindo ordens do comandante do batalhão, Pedro Crisol Fernandes Brasil, deu início ao contra-ataque das forças legalistas aos rebeldes, os quais, depois do tiroteio, se encontravam quase todos mortos ou feridos. Por sua atuação no movimento, foi elogiado individualmente pelo presidente da República, Epitácio Pessoa.
Promovido a primeiro-tenente em outubro de 1922, foi transferido para o 10º Regimento de Infantaria, com sede em Juiz de Fora. Em outubro de 1924 eclodiu uma terceira revolta tenentista, dessa vez no Rio Grande do Sul, chefiada pelo capitão Luís Carlos Prestes. Segadas Viana, no comando da 4ª Companhia do 1º Batalhão do 10º RI, partiu outra vez de Juiz de Fora, em novembro, para combater os rebeldes.
Transferido em dezembro do mesmo ano para o 8º Batalhão de Infantaria, no Rio Grande do Sul, aí exerceu a função de comandante. Participou de várias ações militares, entre as quais o combate da Ramada (RS) e a perseguição dos rebeldes até Passo Borman (RS), na fronteira com Santa Catarina. Com o regresso do 8º Batalhão de Infantaria a São Leopoldo (RS), encerrou sua participação nos combates e, em maio de 1925, regressou com seu regimento a Juiz de Fora. No mês anterior, com a junção no oeste do Paraná dos grupamentos tenentistas que se haviam sublevado em São Paulo e no Rio Grande do Sul, formara-se a Coluna Prestes, que percorreria o país até 1927.
Em 1927, ingressou na Escola de Estado-Maior do Exército, terminando o curso em dezembro de 1929. Com a eclosão da Revolução de 1930, Segadas Viana passou a ocupar o cargo de assistente do destacamento do Coronel Manuel Cerqueira Filho, em operações contra os rebeldes na fronteira do Rio de Janeiro com Minas Gerais. Após a deposição de Washington Luis assumiu o cargo de instrutor da Escola de Aperfeiçoamento de Oficiais.
Promovido a capitão em 15 de agosto de 1931, no ano seguinte deixou as funções naquela escola para assumir a chefia do Estado-Maior do Destacamento Daltro Filho, que combateu a revolução Constitucionalista, irrompida em 9 de julho em São Paulo. Regressou à EsAO em 1932. Em 1933, foi nomeado instrutor de tática geral, exercendo essa função até dezembro do ano seguinte, quando foi transferido para o Estado-Maior do Exército.

### Oficial Superior
Promovido a major por merecimento, em 7 de setembro de 1936, foi transferido para o 13.º Batalhão de Infantaria Blindado, em Ponta Grossa, no qual permaneceu até maio do ano seguinte, tendo aí exercido as funções de subcomandante.
Em 1937, devido a crescente mobilização militar no sul do país, liderada pelo governador Flores da Cunha, que vinha intensificando sua oposição ao presidente Getúlio Vargas, foi organizado na fronteira de Santa Catarina com Rio Grande do Sul, um destacamento de observação sob o comando do então General Daltro Filho, a quem Segadas permanecia ligado. Nomeado chefe da terceira seção desse destacamento, Segadas seguiu para Imbituba (SC), onde ficou até julho de 1937.
Em setembro, foi transferido para Porto Alegre como Chefe de Estado-Maior da 3.ª Região Militar, que passou a ser comandada por Daltro Filho, tendo esse também assumido a função de executor do estado de guerra, quando essa medida foi mais uma vez decretada em outubro. Por ordem de Vargas, as autoridades militares apertaram o cerco a Flores da Cunha. Segadas Viana, participou ativamente dessas operações que resultaram na renúncia e fuga para o exílio de Flores da Cunha, no dia 17 de outubro.
Em 11 de maio desse mesmo ano eclodiu no Rio de Janeiro o levante integralista, prontamente dominado, mas que incluiu o assalto ao Palácio Guanabara, residência de Vargas, e cujas possibilidades de recidiva levaram à montagem de um esquema de segurança, pois o Integralismo tinha forte influência nas Forças Armadas. Em virtude disso, Segadas assumiu o subcomando do Batalhão de Guardas em maio de 1938, permanecendo nessa unidade até fevereiro de 1939. Em 1940, foi promovido a Tenente-Coronel.
De agosto de 1940 a outubro de 1941, respondeu pelo comando do 19º Batalhão de Caçadores , sediado em Salvador, ocupando interinamente o comando da 6ª Região Militar, também na capital baiana.
Em agosto de 1942 o Brasil declarou guerra à Alemanha e Segadas foi transferido para o Estado Maior do Exército, tendo o encargo de preparar as operações de guerra. Em 15 de abril de 1943, foi promovido a Coronel e um mês depois foi designado para comandar o 6° Regimento de Infantaria (Regimento Ipiranga), unidade designada para integrar a 1ª Divisão de Infantaria Expedicionária (1ª DIE). De julho a novembro desse ano, estagiou nos Estados Unidos, onde fez curso da Escola de Fort Benning, adaptando-se a nova organização do tipo motorizado das unidades de infantaria. De volta ao seu Regimento, reorganizou-o e instruiu-o dentro dos novos moldes, o que exigiu grande esforço, pois o efetivo passou de 800 para 3200 homens.
Em junho de 1944, embarcou com o Regimento Ipiranga para a Itália, integrando o primeiro escalão da Força Expedicionária Brasileira (FEB). Sob seu comando, esse Regimento foi o primeiro corpo de tropa brasileiro a entrar em combate, o que ocorreu em setembro de 1944, no vale do Serchio, contra a 148ª Divisão Alemã.
Nessa região o 6º RI saiu-se vitorioso nos combates Camaiore, Monte Prano e Barga, cabendo-lhe ainda a fase de operações conta a Linha Gótica e a libertação das cidades italianas de Massarosa, Pescaglai, Borgo, Mozzano, Givisane, Fornaci e Somocolonia. Graças ao êxito nessa missões, Segadas Viana recebeu elogios do general Zenóbio da Costa e do general Mark Clark, comandante do V Exército Americano.
Em novembro de 1944, deslocou-se com seus homens para a região de Marano. Sob o comando do general Mascarenhas de Morais, a FEB passou a atuar no vale do Reno. Nessa região, o 6º RI fez toda campanha de inverno, durante a qual a frente ficou estabilizada, ainda que constantemente fustigada por escaramuças locais, destacando-se o golpe que os alemães desfecharam na região de Affrico, com o objetivo de romper as linhas brasileiras e destruir a ponte de Marano, de importância vital para o reaprovisionamento dos Aliados. O ataque foi repelido com duras perdas para os alemães.
Em 21 de fevereiro de 1945, a 1ª DIE tomou Monte Castello, tendo o 6º RI efetuado a missão a missão de ataque na frente que lhe estava afeta. Uma semana depois, Segadas deixou o comando de suas tropas em cumprimento a determinação ministerial que ordenava a substituição progressiva dos oficiais que já estivessem há mais de seis meses na campanha da Itália.
Na volta ao Brasil foi nomeado chefe do gabinete da Diretoria de Ensino, onde permaneceu até junho de 1946, quando assumiu a chefia da 1ª seção do Estado-Maior do Exército.
Em 11 de novembro de 1955, apoiando o movimento liderado por Henrique Teixeira Lott, Ministro da Guerra, Segadas participou das manobras destinadas a garantir a posse do presidente eleito Juscelino Kubitschek. Como comandante do Núcleo da Divisão Blindada ocupou com sua tropa a Base Aérea do Galeão, um dos fortes redutos que pretendia evitar a posse de Juscelino. Segadas desempenhou assim importante papel no movimento liderado por Lott.

### Oficial General
Foi promovido a General de Brigada em dezembro de 1949 e a General de Divisão em 20 de dezembro de 1955. Em maio de 1956, sob forte tensão, Segadas foi eleito presidente do Clube Militar, como representante da corrente nacionalista do Exército.
No período de 16 de janeiro de 1956 a 15 de junho de 1956, comandou a 2.ª Divisão de Infantaria, em São Paulo.
Promovido a General de Exército em novembro de 1959, foi Chefe do Departamento-Geral do Pessoal entre 9 de março e 1 de dezembro de 1960.
Em seguida, integrou o primeiro gabinete parlamentarista como Ministro da Guerra, entre 8 de setembro de 1961 e 8 de julho de 1962.
Com a renúncia do presidente Jânio Quadros em 25 de agosto de 1961, o deputado Pascoal Ranieri Mazzilli, presidente da Câmara dos Deputados, assumiu a presidência da República devido à ausência do vice-presidente João Goulart, que se encontrava na República Popular da China em missão diplomática. A posse de Goulart foi entretanto vetada pelos ministros militares — general Odylio Denys, da Guerra, almirante Sílvio Heck, da Marinha, e brigadeiro Gabriel Grün Moss, da Aeronáutica —, dando origem a uma grave crise política.
No Rio de Janeiro, um grupo de generais, composto, entre outros, por Osvino Ferreira Alves, Ladário Pereira Teles, Amaury Kruel, Idálio Sardenberg e Nelson de Mello, dirigiu-se ao general Segadas Viana para pedir-lhe que transmitisse ao ministro da Guerra seu desacordo quanto à posição adotada pelos chefes militares. Esses generais consideravam que se deveria acatar a decisão a ser tomada pelo Congresso Nacional. Identificado com o ponto de vista desse grupo, Segadas Viana tentou convencer Denis de que a decisão legal seria a de respeitar o Congresso.
Enquanto isso, no Rio Grande do Sul, sob a liderança do governador Leonel Brizola e do comandante do III Exército, general José Machado Lopes, ganhou corpo um movimento de resistência em favor da posse de Goulart. A existência de dois pólos de poder prenunciava a possibilidade de uma guerra civil. Em 2 de setembro seguinte, porém, a crise foi contornada graças à aprovação, pelo Congresso, da Emenda Constitucional nº 4, que, ao implantar no país o parlamentarismo, possibilitou a posse de Goulart cinco dias depois.
Com o início do novo governo, o general Segadas Viana foi substituído no Departamento de Provisão Geral do Exército pelo general Machado Lopes e nomeado para integrar o primeiro gabinete parlamentarista — chefiado por Tancredo Neves — como ministro da Guerra, sendo empossado no cargo no dia 5 de setembro. Em seu discurso de posse observou que “só a união de todos os companheiros, esquecendo possíveis divergências momentâneas e irmanados no princípio da legalidade, sem vacilações, poderá criar um ambiente de paz; sem desconfiança, que nos permita trabalhar pela grandeza do Exército e, portanto, da nossa pátria”.
Durante sua permanência na pasta da Guerra tentou promover a conciliação, evitando preterições nas promoções e restabelecendo os tradicionais Colégios Militares de Porto Alegre e de Fortaleza. Inspecionou ainda as guarnições do I, II, III e IV exércitos e o Comando Militar da Amazônia, onde visitou as guarnições das fronteiras com a Bolívia, o Peru e a Colômbia, cuja última visita ministerial datava de 1947.
Com a formação do segundo gabinete parlamentarista em junho de 1962, foi exonerado do cargo de ministro da Guerra, juntamente com os demais integrantes do primeiro gabinete. Foi substituído na pasta em caráter interino pelo general Machado Lopes, egresso do Departamento de Provisão Geral, cuja chefia Segadas Viana voltou a exercer a partir de agosto seguinte. Permaneceu no cargo até novembro de 1963, quando foi substituído pelo general Décio Palmeiro de Escobar. Nessa data, por contar com mais de quatro anos no último posto da ativa, passou para a reserva como Marechal.
Foi convidado, mas recusou, ao cargo de embaixador do Brasil na França durante o primeiro governo militar. 
Faleceu no Rio de Janeiro no dia 13 de outubro de 1977.
Era casado com Carmem Dias Segadas Viana, com quem teve uma filha, Teresa de Segadas Viana Soares.